# Farled

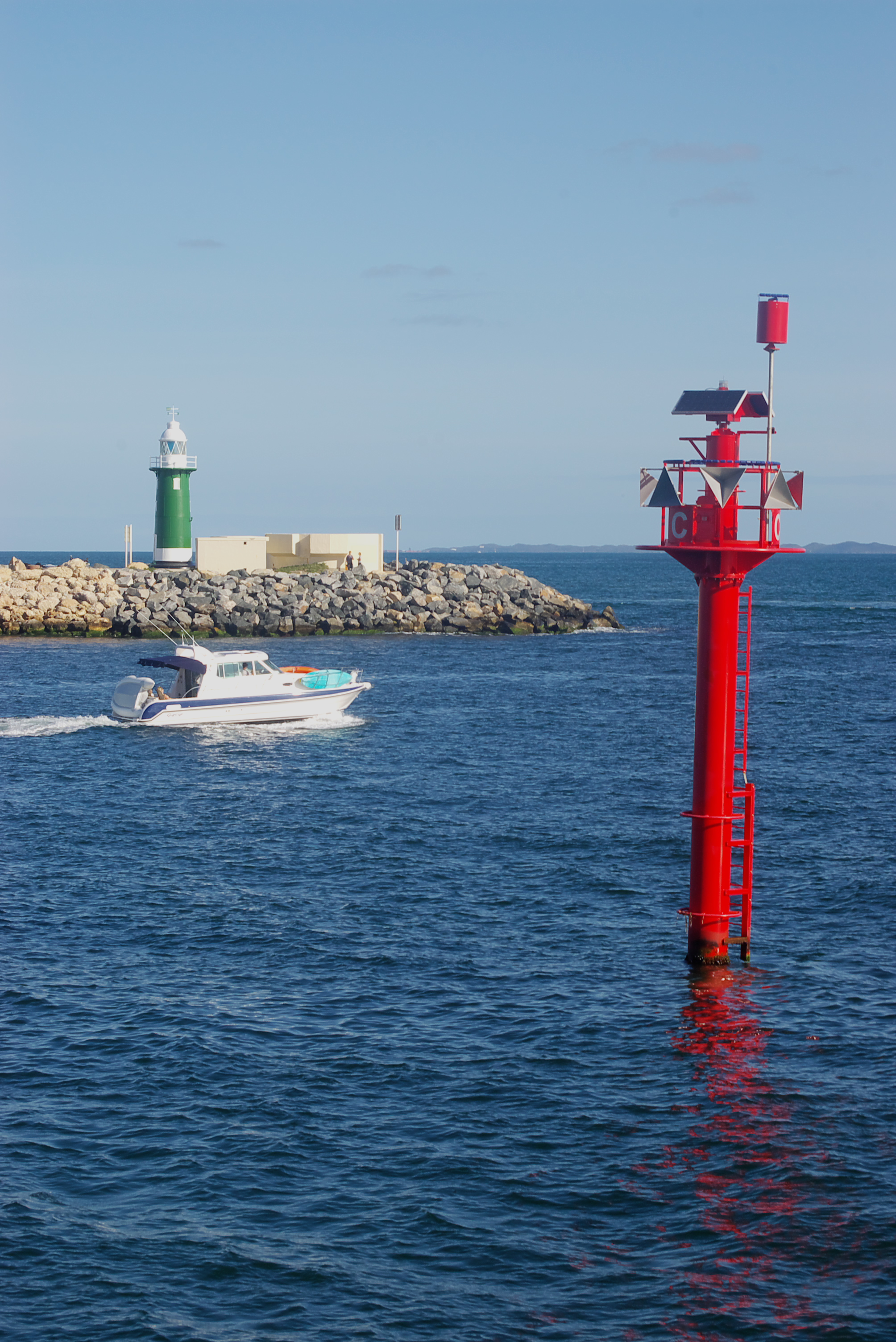
Sjömärken vid inloppet till Fremantles hamn och Swan River i Western Australia

Farled eller sjökanal är en trafikled på sjön. Farleder anges i sjökort ofta med en svart heldragen linje. I vissa fall anges vilken riktning som är den nominella huvudriktningen i farleden. Farleder kan vara utmärkta med olika sjömärken, såsom fyrar, bojar och prickar, delvis reglerade enligt nationella och internationella sjötrafikföreskrifter. Befälhavare som för fartyg till eller från ett tullområde skall hålla sig till allmän farled.
I Sverige sköts farlederna av Sjöfartsverket, som håller dessa öppna och i gott skick. Arbetet involverar underhåll och utsättning av sjösäkerhetsanordningar (exempelvis fyrar och bojar).  Trafikverket utfärdar riktlinjer för hur farlederna ska utformas. 

## Sverige
Allmän farled inrättas i Sverige om farleden är av väsentlig betydelse för den allmänna samfärdseln, fiskerinäringen eller för trafiken med fritidsbåtar och det behövs med hänsyn till sjösäkerheten. Beslut om allmän farled meddelas då av Sjöfartsverket, som skall föra ett register över allmänna farleder. Bestämmelserna om allmän farled finns i lag (1983:293) om inrättande, utvidgning och avlysning av allmän farled och allmän hamn.